# Osmanska miniatura
Osmanska miniatura ali turška miniatura je bila umetnostna oblika v Osmanskem cesarstvu, ki jo je mogoče povezati s perzijsko tradicijo miniatur in tudi močnim kitajskim umetniškim vplivom. Bil je del osmanske knjižne umetnosti, skupaj z iluminacijo (tezhip), kaligrafijo (hat), marmoriranim papirjem (ebru) in vezavo knjig (cilt). Besede taswir ali nakish sta bili uporabljeni za opredelitev umetnosti miniaturnega slikanja v osmanski Turčiji. Ateljeji, v katerih so umetniki delali, so se imenovali Nakkashanes.

## Izvirni postopek
Miniature običajno niso bile podpisane, morda zaradi zavračanja individualizma, pa tudi zato, ker del ni v celoti ustvarila ena oseba ; slikar glave je zasnoval kompozicijo prizora, njegovi vajenci pa so s črnim ali barvnim črnilom narisali obrise (ki so jih poimenovali tahrir) in nato narisali miniaturo, ne da bi ustvarili iluzijo tretje dimenzije. Slikar glave in mnogo pogosteje pisatelj besedila sta bila v resnici poimenovana in upodobljena v nekaterih rokopisih. Razumevanje perspektive je bilo drugačno od razumevanja bližnje evropske renesančne slikarske tradicije, prikazan prizor je pogosto vključeval različna časovna obdobja in prostore v eni sliki. Miniature so natančno sledile kontekstu knjige, v katero so bile vključene, bolj so spominjale na ilustracije in ne na samostojna umetniška dela.
Barve za miniaturo so dobili z zmletimi pigmenti v prahu, pomešanimi z jajčnim beljakom  in pozneje z razredčeno gumi arabiko. Proizvedene barve so bile žive. Kontrastne barve, ki se uporabljajo ob toplih barvah, so to kakovost še dodatno poudarile. Najbolj uporabljene barve v osmanskih miniaturah so bile svetlo rdeča, škrlatna, zelena in različni odtenki modre barve.
Tudi pogled na svet osmanskega miniaturnega slikarstva se je razlikoval od evropskega renesančnega izročila. Slikarji v glavnem niso bili naklonjeni realističnemu prikazu človeških bitij in drugih živih ali neživih bitij, čeprav je od poznega 16. stoletja naprej tudi realizem vse večji. Tako kot Platon je osmanska tradicija po navadi zavračala mimezis (posnemanje stvarnega sveta), saj glede na svetovnonazorstvo sufizma (mistične oblike islama, razširjene na ljudski ravni v Osmanskem cesarstvu), pojav posvetnega ni bil trajen in se mu ne bi bilo treba posvetiti, kar je povzročilo stilizirane in abstrahirane ilustracije.

## Zgodovina in razvoj

### Izvor
Med vladavino Mehmeda II. je bila v palači Topkapı v Carigradu ustanovljena dvorna delavnica Nakkashane-i Rum, ki je delovala tudi kot akademija, da bi izdelovala iluminirane rokopise s slikami za sultana in dvorjane.
Na začetku 16. stoletja je bila delavnica perzijskih miniaturistov v Heratu zaprta, njen slavni inštruktor Behzad (ali Bihzad) pa je odšel v Tabriz. Potem ko je osmanski cesar Selim I. leta 1514 na kratko osvojil Tabriz in odnesel številne rokopise v Konstantinopel, je bila v palači Topkapı ustanovljena Nakkashane-i Irani (Perzijska slikarska akademija) z uvoženimi perzijskimi umetniki. Umetniki teh dveh slikarskih akademij so oblikovali dve različni slikarski šoli: umetniki v Nakkashane-i Rumu so bili specializirani za dokumentarne knjige, kot je Šehinšahname, ki prikazujejo javno in do neke mere zasebno življenje vladarjev, njihove portrete in zgodovinske dogodke; Šemaili Ali Osman - portreti vladarjev; Surname - slike, ki prikazujejo poroke in zlasti obrezovanja; Šecaatname - vojne, ki so jim poveljevali paše. Umetniki v Nakkashanei-i Irani so se specializirali za tradicionalna perzijska pesniška dela, kot so Šahname, Hamsa iz Nizamija, ki vsebujejo Lajla in Mainun ter Iskendername ali Romance Aleksandra, humajunname, basni o živalih in antologije. Obstajale so tudi znanstvene knjige o botaniki in živalih, alkimiji, kozmografiji in medicini, tehnične knjige, ljubezenska pisma, knjige o astrologiji in sanjati branje.

### Zlata doba
Vladanje Sulejmana Veličastnega (1520–1566) in zlasti Selima II. (1566–1574) v drugi polovici 16. stoletja je bilo zlata doba osmanske miniature s svojimi značilnostmi in pristnimi lastnostmi. Nakkaş Osman (pogosto znan kot Osman miniaturist) je bil najpomembnejši slikar miniatur tega obdobja, Nigari pa je razvil portretno slikarstvo.
Matrakçı Nasuh je bil znan slikar miniatur v času vlad Selima I. in Sulejmana Veličastnega. Ustvaril je nov slikarski žanr, imenovan topografska slika. Na eni sliki je slikal mesta, pristanišča in gradove brez človeških figur in kombiniral prizore, opažene z različnih vidikov.
V času vladanja Selima II (1566–1574) in Murata III. (1574–1595) je nastal klasični osmanski miniaturni slog. Znani slikarji miniatur tega obdobja so bili Nakkaş Osman, Ali Çelebi, Molla Kasım, Hasan Paša in Lütfi Abdullah.

### Začetek je treba gledati kot umetnost in ne na funkcijo
Do konca 16. stoletja in v začetku 17. stoletja, zlasti v času vladavine Ahmeda I., so bile priljubljene enostranske miniature, namenjene zbiranju v albumih ali murakkas. Obstajale so v času Murata III., ki je naročil njihov album pri slikarju Velijanu. V 17. stoletju je bilo miniaturno slikarstvo priljubljeno tudi med državljani Konstantinopla. Umetniki pod imenom Bazarski slikarji (turško: Çarşı Ressamları) so sodelovali z drugimi obrtniki na bazarjih v Konstantinoplu na zahtevo državljanov .
V času vladavine Ahmeda II.I se je v osmanski zgodovini pojavil nov kulturni žanr, znan kot Obdobje tulipanov. Nekateri umetnostni zgodovinarji temu obdobju pripisujejo rojstvo edinstvenega sloga, imenovanega osmanski barok. Na značilnosti obdobja je imel vpliv francoski barok. V tem obdobju je bil organiziran velik festival obredov obrezovanja za sinove Ahmeda III. Umetniki, gledališke skupine, klovni, glasbeniki, plesalci na trapezu in občani so se pridružili praznovanju. Knjiga z naslovom Surname-i Vehbi pripoveduje o tem festivalu. To knjigo je upodobil Abdulcelil Levni (ime Levni je povezano z arabsko besedo levn ('barva') in je bilo umetniku dano zaradi pisane narave njegovih slik) in njegovi vajenci. Na njegov slog slikanja je vplivalo zahodno slikarstvo in se je zelo razlikoval od prejšnjih miniaturnih slik.

### Izguba funkcije
Po Levniju se je nadaljevala zahodnjaška osmanska kultura, z uvedbo tiskanja in pozneje fotografije, nič več niso nastajali iluminirani slikani rokopisi. Od takrat naprej so bile priljubljene stenske ali oljne slike. Miniaturna slika je tako izgubila svojo funkcijo.

### Sodobna turška miniatura
Po kriznem obdobju v začetku 20. stoletja so intelektualci novoustanovljene Turške republike miniaturno slikarstvo sprejeli kot dekorativno umetnost. Leta 1936 je bila na Akademiji likovne umetnosti v Carigradu ustanovljena divizija, imenovana 'turška dekorativna umetnost', ki je vključevala miniaturno slikarstvo skupaj z drugimi osmanskimi knjižnimi umetnostmi. Zgodovinar in avtor Süheyl Ünver je izobraževal veliko umetnikov v tradiciji osmanske knjižne umetnosti.
Sodobni miniaturni umetniki so Ömer Faruk Atabek, Sahin Inaloz, Cahide Keskiner, Gülbün Mesara, Nur Nevin Akyazıcı, Ahmet Yakupoğlu, Nusret Çolpan, Orhan Dağlı in številni drugi iz nove generacije. Sodobni umetniki po navadi miniaturnega slikarstva ne obravnavajo zgolj kot 'dekorativno umetnost', ampak kot likovno obliko. Drugače od tradicionalnih mojstrov preteklosti delajo individualno in svoja dela podpisujejo. Njihova dela tudi ne dopolnjujejo knjig, kot je bil to primer z izvirnimi osmanskimi miniaturami, ampak so razstavljena v likovnih galerijah.

## Galerija
- Osmanski astronomi pri delu okoli Taqī al-Dīna na observatoriju v Konstantinoplu
- Obleganje Rodosa (1522), Osmanski janičarji in branitelji vitezi svetega Janeza
- Bitka pi Mohaču (1526), turška miniatura, trenutno na ogled na gradu Szigetvar na Madžarskem